# Nummer-13-Klasse
Die Nummer-13-Klasse war eine geplante Klasse von vier Schlachtschiffen der Kaiserlich Japanischen Marine, die in Folge des Washingtoner Flottenvertrags von 1922 nicht gebaut wurden.

## Geschichte

### Ausgangssituation
Das Jahr 1918 war für die japanische Regierung eine Zeit der vorsichtigen Neubewertung der internationalen Lage und der strategischen Position des Kaiserreichs. Es war zwar ersichtlich, dass das Deutsche Reich als Seemacht in Ostasien keine Rolle mehr spielen würde und das Sowjetrussland momentan im Chaos der Revolution versunken war, aber durch den sowjetischen Separatfrieden mit Deutschland erschien, zumindest theoretisch, eine Offensive gegen Japan möglich. Des Weiteren gab es einen steigenden Nationalismus in China, welcher die japanischen Interessen bedrohte und die Zukunft dort unsicher machte. Im maritimen Bereich war Großbritannien daran interessiert seine Seeherrschaft aufrechtzuerhalten und die Vereinigten Staaten eine Marine aufzubauen, welche ihres gleichen suchte, womit ein neues und noch größeres Wettrüsten zur See drohte.
Angesicht dieser Überlegungen nahm die japanische Regierung im Juni 1918 eine Überprüfung ihrer Verteidigungspolitik vor. Während dieser Diskussionen mussten das Marineministerium und der Admiralstab hinnehmen, dass das japanische Heer weiterhin Russland als Hauptfeind annahm, gefolgt von den Vereinigten Staaten und China. Dafür war das Heer aber bereit einer gesteigerten Marinerüstung zuzustimmen, da man erfahren hatte, dass die amerikanische Regierung dem Kongress einen Gesetzentwurf vorgelegt hatte, welcher zehn weitere Schlachtschiffe zu den zehn bereits im Gesetz von 1916 gebilligten hinzufügte. Bei Ausführung dieser Planung hätte die amerikanische Marine die größte Schlachtflotte der Welt besessen. Als Reaktion darauf schlug die Marine vor, sich der amerikanischen Herausforderung zu stellen, indem als Antwort ein Konzept einer Acht-Acht-Acht-Flotte vorgelegt wurde. Dies bedeutete die Aufstellung von drei Geschwadern mit je acht Großkampfschiffen, wovon jährlich drei auf Kiel gelegt und drei in Dienst gestellt werden sollten, sodass Japan in acht Jahren über eine Schlachtflotte von vierundzwanzig Schlachtschiffen bzw. -kreuzern verfügen würde.
Der japanische Reichstag, welcher die zum Bau dieser Schiffe benötigten Mittel bewilligen musste, erkannte, genauso wie Teile der Regierung, das trotz der während des Ersten Weltkrieges gesteigerten Wirtschaftskraft der Staat sich dieses Rüstungsprogramm nicht leisten konnte. Daher wurden für die Erweiterung der Marine nur Mittel für zwei weitere Schlachtkreuzer der Amagi-Klasse zur Verfügung gestellt, welche die beiden ältesten Einheiten der Kongō-Klasse ersetzen sollten. Damit konnte die Marine eine Acht-Sechs-Flotte – acht Schlachtschiffe (zwei Fusō-, zwei Ise-, zwei Nagato- und zwei Tosa-Klasse) und sechs Schlachtkreuzer (zwei Kongō- und vier Amagi-Klasse) – umsetzen konnte.
1919 legte der amerikanische Präsident Woodrow Wilson, der entschlossen war, nicht nur die Flottenparität mit Großbritannien, sondern auch eine Vormachtstellung zu See zu erreichen, dem amerikanischen Kongress einen Plan vor, der eine weitere Flottenvergrößerung, welche bereits über das Flottengesetz von 1916 hinausging, vorsah. Dieser Schritt reichte für den japanischen Reichstag aus, um die Zustimmung zum Bau von acht Schiffen – vier Schiffe der Kii-Klasse und vier der Nummer-13-Klasse – zur Erweiterung auf eine Acht-Acht-Flotte (Hachihachi Kantai)  bis 1927 zu geben.

### Entwicklungsgeschichte und Bau
Die Nummer-13-Klasse wurde vom damaligen Kaigun-taisa (Kapitän zur See) Hiraga Yuzuru entworfen und basierte weitgehend auf den Schlachtschiffen der Tosa-Klasse. Hauptunterschied wäre neben der veränderten Bewaffnung eine Verstärkung des Gürtelpanzers und des Panzerdecks.
Der Baubeginn für alle vier Schiffe war für die Jahre 1922/23 geplant. Sie sollten auf den Marinewerften in Yokosuka (Nummer 13), Kure (Nummer 14) und den Werften von Mitsubishi in Nagasaki (Nummer 15) und Kawasaki in Kōbe (Nummer 16) gebaut und bis 1927 fertiggestellt werden, aber auf Grund der Flottenbegrenzungen des Washingtoner Flottenvertrags kam es zu keiner Fertigung.
Vergleich der Großkampfschiffentwürfe von Großbritannien, den USA und Japan.
| Klasse                   | G 3                    | N 3                    | Lexington          | South Dakota       | Amagi        | Kii          | Nr. 13      |
| ------------------------ | ---------------------- | ---------------------- | ------------------ | ------------------ | ------------ | ------------ | ----------- |
| Land                     | Vereinigtes Konigreich | Vereinigtes Konigreich | Vereinigte Staaten | Vereinigte Staaten | Japan        | Japan        | Japan       |
| Konstruktionsverdrängung | 48.800 ts              | 48.500 ts              | 43.500 ts          | 43.200 ts          | 40.000 ts    | 41.400 ts    | 47.500 ts   |
| max. Geschwindigkeit     | 31–32 kn               | 23 kn                  | 33,25 kn           | 23 kn              | 30 kn        | 29,75 kn     | 30 kn       |
| Hauptbewaffnung          | 9 × 40,6 cm            | 9 × 45,7 cm            | 8 × 40,6 cm        | 12 × 40,6 cm       | 10 × 40,6 cm | 10 × 40,6 cm | 8 × 45,7 cm |
| Gürtelpanzer             | 35,6 cm                | 38,1 cm                | 19,05 cm           | 34,3 cm            | 25,4 cm      | 29,2 cm      | 34,3 cm     |
| Decksschutz              | 20,3 cm                | 20,3 cm                | 5,08 cm            | 8,89 cm            | 15,2 cm      | 15,2 cm      | 12,7 cm     |

## Technische Beschreibung

### Rumpf
Der Rumpf eines Schlachtschiffes der Nummer-13-Klasse, unterteilt in wasserdichte Abteilungen und genietet, sollte über alles 279,01 Meter lang und 30,78 Meter breit sein und hätte bei einer geplanten Verdrängung von 48.262 Tonnen einen Tiefgang von 9,75 Metern gehabt.

### Panzerung

#### Struktureller Schutz
Die Nummer-13-Klasse erhielt ein integriertes, strukturelles Schutzsystem ohne zusätzliche Torpedowulste. Das System entsprach dem bei den Vorgängerklassen verwendeten Konzept: Eine äußere Hülle aus vergleichsweise dünnem Stahl, ein Expansionsraum mit Tanks, die Luft oder Treibstoff enthielten, ein 75 Millimeter starkes Torpedoschott und dahinter eine weitere Lage mit Tanks, die durch ein abschließendes Längsschott von den Maschinenräumen und Magazinen getrennt waren. Um die Wirkung von Splittern und Druckwellen, die bei Explosionen durch Minen oder Torpedos am Unterwasserrumpf entstehen konnten, zu minimieren, wurde mittschiffs, auf Höhe der Maschinenräume, der strukturelle Schutz durch Knautschrohre verstärkt, mit denen man eine der Abteilungen vor dem Torpedoschott füllte. Knautschrohre erlaubten es, die Dicke der nachfolgenden Panzerung ohne eine Verminderung der Schutzwirkung in diesen Bereichen um bis zu 30 Prozent zu reduzieren.

#### Panzerschutz
Der Gürtelpanzer war an seiner stärksten Stelle 330 Millimeter dick, er neigte sich vom Oberdeck um rund 15 Grad nach innen und reichte etwa bis zur Oberkante des Torpedoschotts. Der horizontale Schutz bestand aus einem 127 bis 163 Millimeter starken Panzerdeck. Die Barbetten, also die zylindrischen Strukturen unterhalb der Türme, durch die die Munition transportiert wurde und die die Türme trugen, waren durchgehend bis zum Panzerdeck mit bis zu 229 Millimeter Panzerstahl geschützt, der an einigen Stellen bis auf 280 Millimeter Dicke anwuchs. Der Gefechtsstand, also die kleine Befehlszentrale im Brückenaufbau, unmittelbar hinter Turm „B“, von der im Notfall die wichtigsten Schiffssysteme gesteuert werden konnten, sollte einen Schutz von 356 Millimeter Stahl erhalten.
Der verwendete Panzerstahl für den größten Teil der Panzerung wäre vom Typ „NVNC“ (New Vickers, Non Cemented), der nicht durch Einsatzhärtung nachbearbeitet worden wäre. Der Gürtelpanzer hätte dagegen eine Einsatzhärtung erhalten, wäre aber ebenfalls nach dem Herstellungsverfahren des britischen Vickers-Armstrong-Konzerns produziert worden und deshalb die Bezeichnung „VC“ (Vickers, Cemented) getragen. Die NVNC-Panzerungselemente waren flexibler als die VC-Panzerung und, wegen des fehlenden Arbeitsschrittes, auch preiswerter herzustellen und zu verarbeiten. Die VC-Panzerung vermochte dagegen eher, Granatsplitter und direkte Treffer ohne Beschädigungen am Schiff abzuweisen.

### Antrieb
Der Antrieb sollte durch zweiundzwanzig Dampferzeuger – Kampon-Kesseln des Yarrow-Typs – und vier Gijutsu-Hombu-Getriebeturbinensätze erfolgen, mit denen eine Leistung von 150.000 PS (110.325 kW) erreicht werden sollte. Diese hätten ihre Leistung an vier Wellen mit je einer dreiflügligen Schraube abgegeben. Die Höchstgeschwindigkeit hätte 30 Knoten (56 km/h) betragen.

### Bewaffnung

#### Schwere Artillerie
Als schwere Artillerie sollten acht 45,7-cm-Seezielgeschütze Typ 5 in Kaliberlänge 50 verbaut werden, die in vier Zwillingsgeschütztürmen entlang der Schiffsmittellinie aufgestellt werden sollten. Dabei wäre Turm „B“ und Turm „C“ überhöht positioniert worden.
Das verwendete Geschütz hätte eine Feuerrate von 1,5 Schuss die Minute besessen und sollte eine 1360 kg schwere Granate bis zu 33 Kilometer weit schießen können. Der zum Einbau geplante 1200 Tonnen schwere Turm sollte einen Höhenrichtbereich von −3° bis +35° aufweisen. Die Panzerung hätte an der Front 356 mm, an den Seiten 190 mm, am Rücken 190 mm und auf dem Dach 152 mm betragen.

#### Mittelartillerie
Als Mittelartillerie sollten sechzehn 14-cm-Seezielgeschütze Typ 3 mit Kaliberlänge 50 in Kasematten verbaut werden. Dieses 1916 eingeführte Geschütz hatte eine Feuerrate von 6 bis 10 Schuss die Minute und eine Lebensdauer von 800 Schuss. Wie bei der vorangegangenen Klasse sollten je acht Geschütze an jeder Schiffsseite auf einem Deck montiert werden.

#### Flugabwehrbewaffnung
Zur Flugabwehr waren vier 12-cm-Geschütze Typ 10 in Einzellafetten geplant. Dieses Flugabwehrgeschütz erreichte eine effektive Kadenz von 6 bis 8 Schuss pro Minute und die maximale Reichweite betrug etwa 10 Kilometer bei 75° Rohrerhöhung. Die 7,8 Tonnen schwere Mittelpivotlafette war um 360° drehbar und hatte einen Höhenrichtbereich von −10° bis +75°.

#### Torpedobewaffnung
Es war vorgesehen, acht Unterwassertorpedorohre des Kalibers 61 cm für Torpedos des Typ 8 zu verbauen, je zwei Rohre beidseitig im Vorschiff – unmittelbar vor Turm „A“ – und im Achterschiff – unmittelbar hinter Turm „D“. Die Torpedoräume hätten dabei ein Deck oberhalb der Wasserlinie, das Torpedolager ein Deck tiefer befunden. Die Grundidee dieser Räume war, dass die Schlachtschiffe in lange andauernde Gefechte mit anderen Großkampfschiffen verwickelt werden konnten, bei denen beide Kontrahenten längere Zeit auf parallelen Kursen liefen, so dass sich die Möglichkeit ergeben hätte, den Gegner auch mit Torpedos zu beschießen.